# Kapelle Düvier

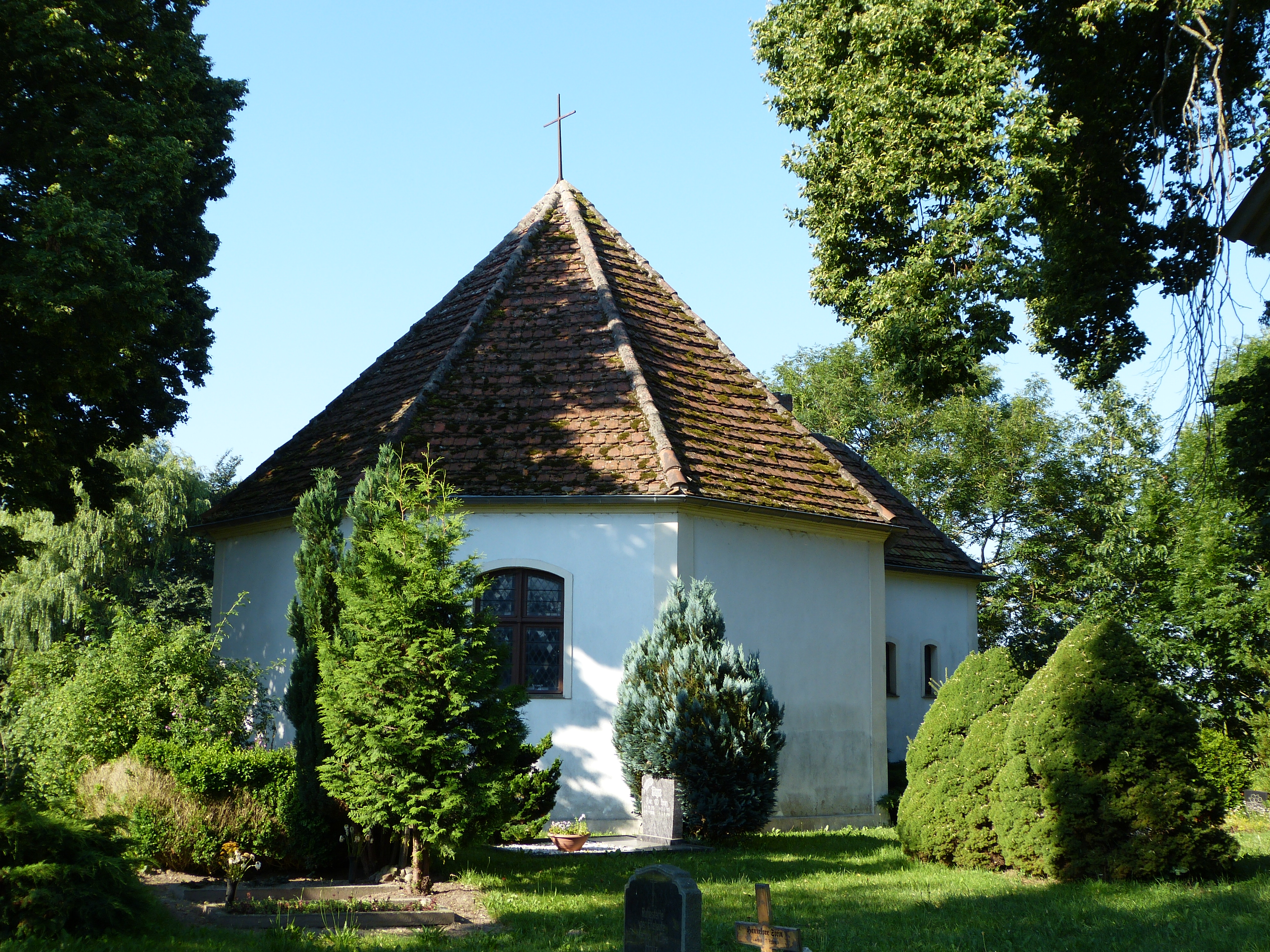
Kapelle Düvier

Die Kapelle Düvier ist ein Kirchengebäude in Düvier, einem Ortsteil der Stadt Loitz im Landkreis Vorpommern-Greifswald. Sie gehört zur Kirchengemeinde Gülzowshof in der Propstei Demmin des Pommerschen Evangelischen Kirchenkreises.
Ein Vorgängerbau, in Fachwerkbauweise auf rechteckigem Grundriss, wurde 1819/1820 durch einen achteckigen Neubau ersetzt. Die Kapelle, die zum Kirchspiel Rakow gehörte, wurde am 3. August 1820 eingeweiht. Die ursprünglich veranschlagten Baukosten von 1000 Talern wurden um mehrere hundert überschritten. Die vom Gutsherrn gestiftete Glocke wog 350 Pfund und kostete 221 Taler.
Die achteckige Kapelle mit Zeltdach hat eine Putzfassade. Die Segmentbogenfenster befinden sich in Putzfaschen. Der Eingang befindet sich in einem rechteckigen Anbau an der Westseite.
Auf dem Friedhof befindet sich ein stählerner Glockenstuhl.